# Pablo Read
Pablo Lucas Read (Pergamino, 4 de mayo de 1977) ―también conocido como Pavlo Read― es un músico, guitarrista y cantautor argentino.

## Biografía
Desde niño comenzó a estudiar piano y guitarra en el conservatorio de su ciudad. En 1996 viajó a la ciudad de Rosario (provincia de Santa Fe), donde estudió en la Escuela Universitaria de Música (de la Universidad Nacional de Rosario).
Actualmente se desempeña como docente de música en diferentes institutos de la ciudad.

### Producciones
- 1998: banda sonora de la obra teatral Recortes (composición y grabación de música electrónica).
- 2003: banda sonora de la obra teatral Un tango para mí (composición y producción musical), de Mariela Feugeas. Estrenada en diciembre de 2003.
- 2004: CD Ad honórem (composición y letras de todos los temas). Canta Alejandra Manzur.[3]
- 2006: CD Miopía (composición y letras de todos los temas). En vivo en el museo Juan B. Castagnino de Rosario. Participan Alejandra Manzur (voz), Pablo Rodríguez (percusión), Juan Luquese (bajo) y Virginia Morelli (violonchelo). Grabado en 2005 y editado de manera independiente en mayo de 2006. Contiene una versión candombeada de Melodía de arrabal (tango de Carlos Gardel y Alfredo Le Pera).[2]
- 2005: banda sonora de la obra teatral Igualita a mi mamá (composición y producción musical), escrita por Alma Maritano, dirigida por Haydée Beltrami, estrenada en el mes de mayo de 2005.
- 2007: banda sonora de la comedia musical Fantasmas: a las cenizas volverás (composición y producción musical), que fue dirigida por Mariano Olivieri. Estrenada el 24 de noviembre de 2007 en el teatro Auditorio Fundación Astengo de la ciudad de Rosario. Declarada de Interés Cultural por la Cámara de Diputados de la Provincia de Santa Fe.[4][5]
- 2008: banda sonora de la comedia musical Traición y muerte en Pichincha, dirigida por Mariano Olivieri. Pavlo Read hizo la composición y producción musical. Estrenada el 8 de septiembre de 2008, en el Teatro Auditorio Fundación Astengo; presentada también en el año 2009.[5][6]

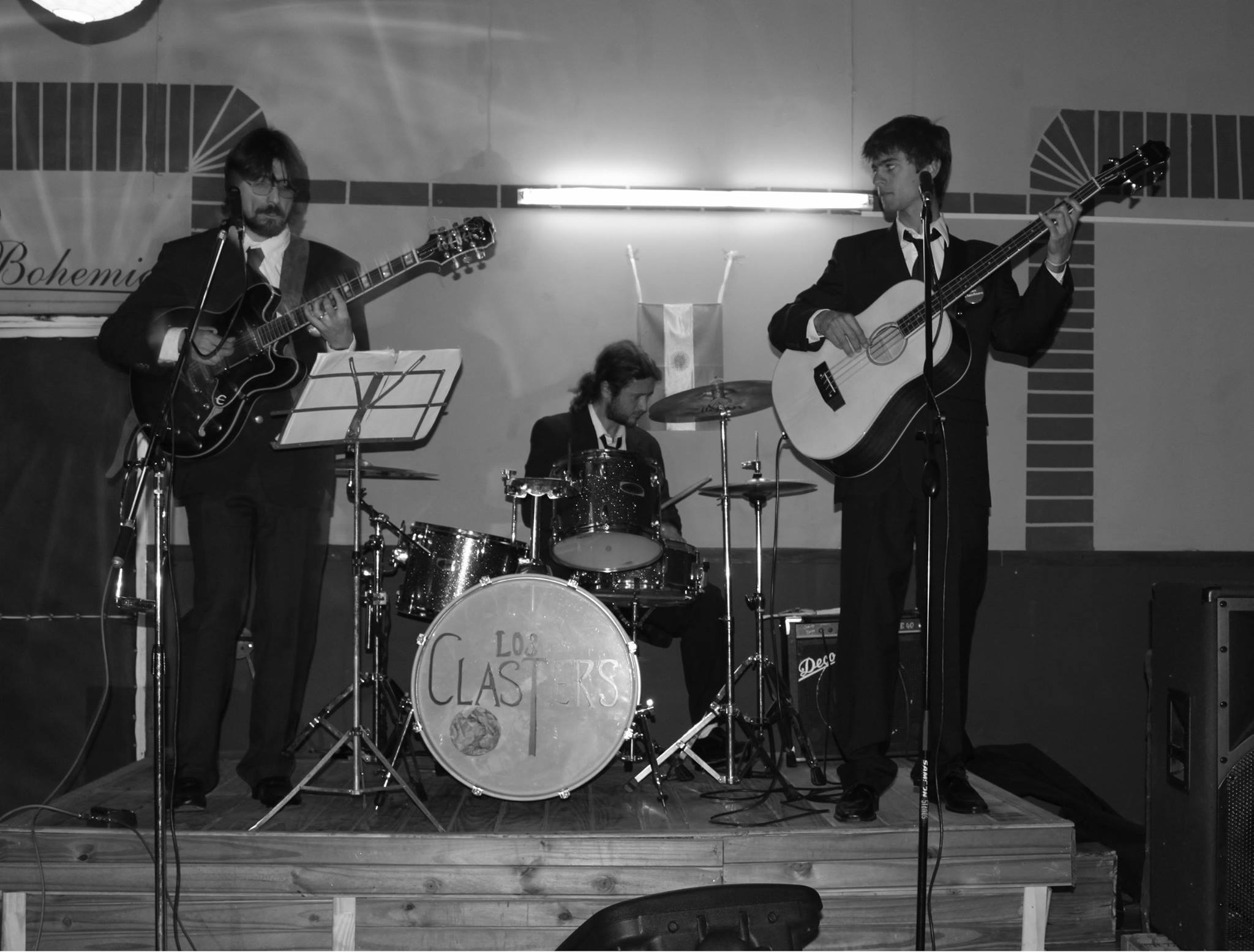
Pavlo Read con la banda de rockabilly y rock and roll Los Clasters, con Ramiro Berahgen (batería) y Martín Buzzano (bajo eléctrico), en 2009.

- 2009: La leyenda del jinete sin cabeza, banda sonora de la comedia musical.
- 2009: CD Pavlo Read (en solo 3 horas de grabación).[2]
- 2009: CD Con ustedes. Participa Juan Luquese (bajo) y Lucas Polichiso (producción).[2]
- 2009: forma la banda de rock and roll y rockabilly Los Clasters, junto al baterista Ramiro Berahgen y el bajista Martín Buzzano. Graban un EP (extended play) con tres temas clásicos de los años sesenta.
- 2010: Edita de manera independiente y artesanal el disco Canciones para armar. Cabe destacar que el disco presenta una multiplicidad de audiciones debido a que según la elección de los parlantes (derecha o izquierda) pueden escucharse diferentes mezclas y combinaciones alternativas de las canciones que integran el material.[2]
- 2011: 20 grandes fracasos, un compilado de canciones de sus anteriores trabajos y algunas canciones inéditas.[2]
- 2012: No seas boludo, primer disco de tangos de su autoría.
- 2013: 2 × 4 = stand up, con el actor Daniel Feliú, y Pavlo Read como músico; en el bar La Muestra.[7]
- 2021: Publica Barrio Sur, disco con canciones propias.
- 2021: Publica a través del sello discográfico El Viajero Inmóvil La Biblia según Vox Dei, por Pablo Read, disco homenaje a la mítica obra de Vox Dei.
- 2022: Publica Yo argentino, disco con canciones propias.
- 2023: Publica Algunos días, disco con canciones propias, con la participación de Litto Nebbia, Gustavo Montesano, Claudio Gabis, Coki Debernardi, Martin Risso, Franco Capriati, Nahuel Antuña y Bonzo Morelli.

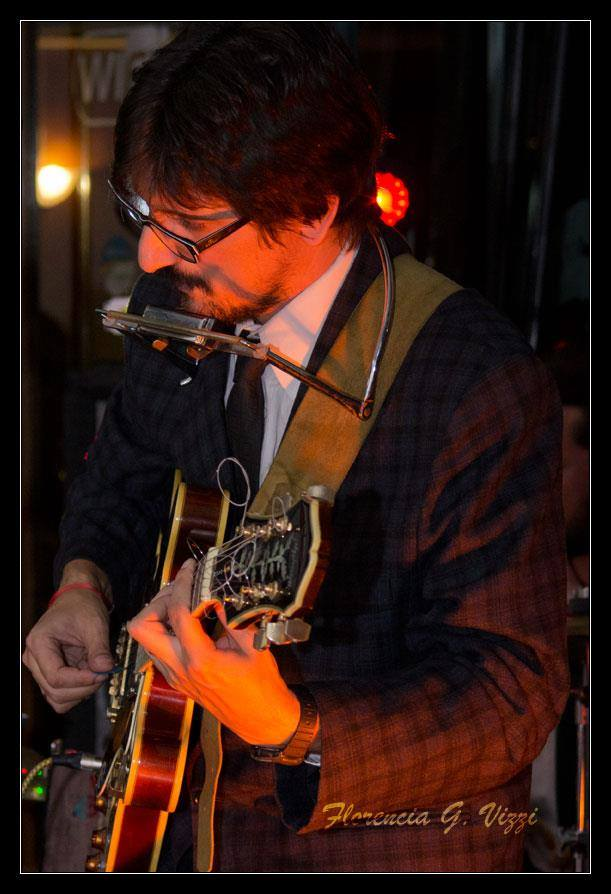
Pavlo Read tocando la guitarra eléctrica y la armónica.

### Homenaje a Litto Nebbia (2017)
El viernes 8 de septiembre de 2017, con motivo de celebrarse el 50.º aniversario del lanzamiento de «La balsa», canción pionera del rock argentino, el grupo musical Los Balseros ―integrado por
Pablo Read (guitarra y voz),
Iván Tarabelli (piano),
Alejandro Lombardi (bajo eléctrico) y
Zeta Pombo (batería)―
realizaron el recital «Cincuenta años de "La Balsa" - Homenaje a Los Gatos» en el CEC del Parque España. Desplegaron un repertorio con las mismas canciones que habían formado parte de ese primer álbum de Los Gatos (la banda fundada por el pianista y compositor rosarino Litto Nebbia).
En el mismo recital, el propio Nebbia presentó su autobiografía (Mi banda sonora) y cantó junto a Los Balseros las dos últimas canciones: «Madre, escúchame» y «La Balsa».